# Протесты в Ираке (2019)

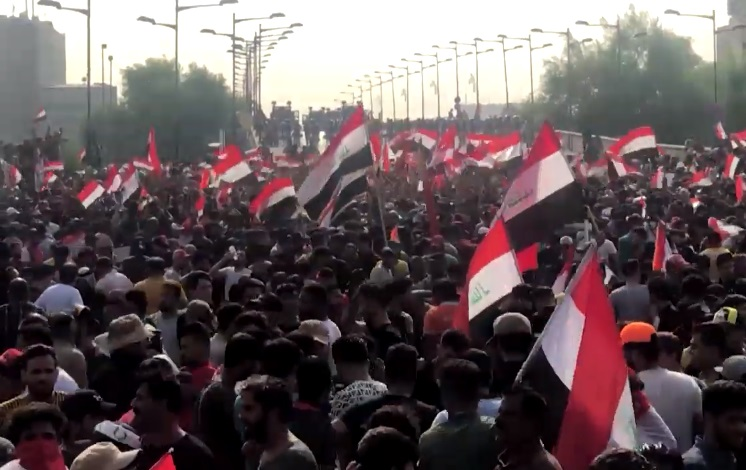
Акция протеста в Багдаде 1 ноября.

Массовые протесты в Ираке в 2019 году — антиправительственные акции протеста, вызванные ростом коррупции и безработицы, угрозой со стороны Ирана, энергетическим кризисом и ростом активности террористических организаций.

## Причины
2 октября 2018 года бывший глава правительства Иракского Курдистана Бархам Салех вступил в должность президента Ирака. Новый лидер государства назначил премьер-министром Адиля Абдул-Махди. За почти год новый премьер и его правительство не смогли решить основных проблем или как-то улучшить положение населения. Одними с наиболее острых проблем страны являются безработица и коррупция. Среди молодёжи безработными числятся 25 %, среди всего населения — 20 %. По данным Transparency International, Ирак занимает 12-е место среди наиболее коррумпированных стран мира. Важную роль в росте недовольства населения сыграли попытки соседнего Ирана изменить политический расклад в стране.
В 1990-е годы Ирак находился под международными санкциями, которые привели к гуманитарному кризису в стране. С 2003 года, после вторжения США и их союзников, в Ираке начался многолетний конфликт, в котором погибли несколько сотен тысяч человек. Это принесло значительный урон для экономики государства. В 2014 году террористическая организация «Исламское государство» захватывает значительную часть страны. В 2017 году вся территория Ирака была освобождена от террористов. Тем не менее, боевики ИГ периодически устраивают теракты и вооружённые нападения на шиитов, полицейских и на военных.

## Ход событий
1 октября 2019 года в Ираке, после призывов выйти на улицу, которые распространялись в соцсетях, с требованиями усиления борьбы с коррупцией, снижения безработицы, улучшения работы коммунальных служб, начались народные антиправительственные протесты. Демонстранты также призывали к отставке премьер-министра Адиля Абдул-Махди. Ни одна иракская партия или политический лидер не заявляли, что стоят за этими акциями. Протесты коснулись преимущественно Багдада и населённых пунктов на юге страны. Затем на улицы вышли курды в провинции Киркук на севере Ирака.
Вскоре протесты переросли в столкновения с органами правопорядка. В ходе столкновений с демонстрантами представители иракских сил безопасности применяли боевые патроны и слезоточивый газ. Особенно жёсткие столкновения имели место в Багдаде.
Власти ввели в столице комендантский час и полностью отключали доступ к Интернету на 75 % территории страны (в Багдаде и ряде других районов в центре и на юге страны), чтобы лишить возможности протестующих координировать свои действии через соцсети.
4 октября Адель Абдул Махди призвал сограждан к спокойствию и пообещал провести реформы. В это время стали поступать сообщение из Багдада, где во время митинга неизвестные снайперы убили двух протестующих и двух силовиков.
В период с 3 по 6 октября в разных регионах Ирака в беспорядках погибли свыше 100 человек, включая по меньшей мере 6 правоохранителей; около 4 тысяч человек получили ранения.
К 7 октября ранения получили более 6100 человек, в том числе более 1200 силовиков. Ещё двое правоохранителей погибли. Между тем, протестующие подожгли 51 административное здание и восемь штабов политических партий.
9 октября в Ираке объявлен трёхдневный траур по жертвам беспорядков, который продлился с 10 по 12 октября.
С 25 октября массовые столкновения вспыхнули с новой силой. 26 октября премьер-министр Махди распорядился вывести на улицы Багдада бойцов элитного контртеррористического подразделения — после того, как полиция не смогла рассеять толпу. Сообщается об аресте десятков демонстрантов. В столкновениях с силами безопасности за эти дни погибли, по данным правозащитников, 63 человека, в том числе 10 — в Багдаде; количество пострадавших идет на тысячи. Крупные столкновения произошли также в городе Эн-Насирия. Во время новой волны протестов, появились сообщения о гибели 18 человек во время забастовок в мухафазе Кербела. Губернатор мухафазы 29 октября выступил с заявлением, в котором опроверг эту информацию.
31 октября премьер Ирака согласился подать в отставку, но при условии наличия альтернативной кандидатуры. Президент страны Бархим Салех дал согласие на проведение досрочных выборов после принятия нового закона о выборах. 12 ноября законопроекты о парламентских выборах и о Верховной избирательной комиссии были утверждены правительством Ирака и направлены в парламент.
4 ноября протестующие напали на консульство Ирана в Кербеле, сорвав иранский флаг. На видео с места события, снятом очевидцами, видно, как протестующие бросают предположительно коктейли Молотова в стену здания. Позже к консульству прибыла полиция, которая попыталась защитить дипломатических работников. В результате столкновений, от трех до пяти демонстрантов погибли. В это же время, полиция открыла огонь по протестующим на улице Эр-Рашид в Багдаде, погибли не менее 5 человек.
6—7 ноября погибли 10 человек, в том числе 4 сотрудника скорой помощи. 4 человека были застрелены 7 ноября полицией при разгоне протестующих у моста Аш-Шухада (Мучеников) в Багдаде.
10 ноября полиция и армия очистила от протестующих мосты через Тигр, ведущих в центр Багдада. Под контролем оппозиции остался только мост Республики и площадь Тахрир. Во время этих мероприятия погибли шесть человек, десятки получили ранения. Против демонстрантов применили боевые патроны, шоковые гранаты, слезоточивый газ. Как утверждается, решение о более жестких действиях было принято на совещании с участием премьер-министра Аделя Абдул Махди, командующего силами «Аль-Кудс» Корпуса стражей Исламской революции генерала Касема Сулейман, ведущих шиитских политиков Ирака. По данным агентства Arab News, именно Суламани руководит подавлением беспорядков. Одна из его задач — не допустить вмешательства в конфликт шиитского ополчения «Аль-Хашд аль-Шааби», подчиняющегося КСИР, поскольку это может дать повод к американскому вмешательству.
13 ноября влиятельный шиитский политик и религиозный лидер Муктада ас-Садр призвал чиновников страны присоединиться к протестующим и объявить всеобщую забастовку. Он также обратился к парламенту, чтобы тот провёл работу над коренными реформами, среди которых он назвал замену состава Верховной избирательной комиссии, избирательного законодательства, внесение в конституцию ряда изменений.
15 ноября состоялись серьезные столкновения на площади аль-Хиляни, в ходе которых погибли четверо демонстрантов.
22 ноября во время столкновений в Багдаде погиб один протестующий.
24 ноября в городе Эн-Насирия на юге страны погибли трое демонстрантов. По данным телеканала «Аль-Арабия», полиция в ходе разгона акции применила огнестрельное оружие, что и привело к гибели протестующих. Позже цифра погибших выросла до шести.
27 ноября премьер-министр Махди сообщил, выступая на заседании парламента, об освобождении 2500 человек, задержанных во время беспорядков. Политик не стал уточнять, идет ли речь об освобождении всех заключенных.
28 ноября демонстранты сожгли здание иранского консульства в городе Наджаф на юге Ирака. Отмечается, что в результате беспорядков в районе консульства пострадали 33 человека.
1 декабря Махди уходит в отставку. Вместе с тем, протестующие снова атакуют иранское консульство в Наджафе.
3 декабря глава халдейской католической церкви Ирака кардинал-патриарх Луис Рафаэль I Сако принял решение отменить все рождественские и новогодние торжества на фоне трагических событий вокруг акций протеста. Он призвал верующих сделать пожертвования больницам и детским домам, которые нуждаются в медикаментах для раненых.
9 декабря в МИД на встречу с заместителем министра Абдулкаримам Хашеми были вызваны послы Франции, Великобритании, Канады и временный поверенный в делах ФРГ. Эти государства обвиняются Ираком во вмешательстве во внутренние дела страны.
16 декабря демонстранты блокировали здание Вавилонского университета города Эль-Хилла в провинции Бабиль в центральной части Ирака. Протестующие перекрыли ворота университета и не позволяли студентам и сотрудникам входить в здание. Они призвали к проведению забастовки в университете в поддержку протестов.
20 декабря Великий аятолла Ирака Али аль-Систани призвал к проведению в стране досрочных выборов для преодоления политического кризиса.
21 декабря участники антиправительственных протестов в провинции Ди-Кар на юге страны подожгли офисы и штаб-квартиры политических партий. В городе Эн-Насирия десятки протестующих подожгли здания, в которых размещены представительства политических партий. Они подожгли штаб-квартиру движения «Бадр», штаб-квартиру партии «Дава», офис движения «Асаиб Ахль аль-Хак» и другие. Причиной поджогов стало убийство активиста Мухаммеда аль-Исами. Участник протестов был застрелен накануне неизвестными. В тот же день вооружённому нападению подверглись два других активиста.